# Dalbergia intermedia
Dalbergia intermedia är en ärtväxtart som beskrevs av A.M.Carvalho. Dalbergia intermedia ingår i släktet Dalbergia, och familjen ärtväxter. Inga underarter finns listade i Catalogue of Life.